# هوليوود (فلوريدا)
هوليوود (بالإنجليزية: Hollywood)‏، هي مدينة تقع في مقاطعة بروارد بولاية فلوريدا، الولايات المتحدة. وهي إحدى ضواحي منطقة ميامي الحضرية. بلغ عدد سكان هوليوود 153,067 نسمة وفقًا لإحصاء عام 2020،[3] مما يجعلها ثالث أكبر مدينة في مقاطعة بروارد، وخامس أكبر مدينة في منطقة ميامي الحضرية، والثانية عشرة في ولاية فلوريدا. تتراوح درجات الحرارة في المدينة بين 69 و83 درجة فهرنهايت (21 إلى 28 درجة مئوية).

## تاريخ
في عام 1920، وصل جوزيف يونغ إلى جنوب فلوريدا بهدف إنشاء "مدينة الأحلام في فلوريدا". تضمنت خطته إقامة شواطئ تمتد غربًا على المحيط الأطلسي، وإنشاء بحيرات صناعية، وشبكة طرق ومرافق بنية تحتية متطورة إلى جانب الممر المائي الساحلي. كما خطط لبناء حدائق واسعة، ومدارس، وكنائس، وملاعب جولف باعتبارها عناصر أساسية للحياة المجتمعية.
بعد استثمار ملايين الدولارات في بناء المدينة، أصبح يونغ أول عمدة لها في عام 1925. سرعان ما اجتذبت المدينة سكانًا من الشمال عُرفوا بـ "طيور الثلج"، الذين كانوا يهربون من برودة الشتاء في الشمال ويغادرون الجنوب خلال الصيف. بحلول عام 1960، ضمت هوليوود ما يزيد عن 2,400 وحدة فندقية و12,170 منزلًا للعائلات.
اشترى يونغ آلاف الأفدنة حوالي عام 1920، وأطلق على مدينته الجديدة اسم "هوليوود بجانب البحر" لتمييزها عن مشروعه العقاري الآخر "هوليوود في التلال" بنيويورك.
وصف دليل فلوريدا الذي نشره مشروع الكتّاب الفيدرالي تطور هوليوود كإحدى أوائل المجتمعات المخططة التي ازدهرت في فلوريدا خلال طفرة العقارات في عشرينيات القرن الماضي:
جذب يونغ المستثمرين من خلال توفير الإقامة الفندقية المجانية وجولات ترفيهية، حيث كان يتم اصطحابهم عبر مسارات برية وسط مناطق مهجورة أثارت حالة من الذعر لدى بعض النساء. حلم يونغ ببناء بحيرات، وفنادق فاخرة، وشارع رئيسي يُعرف بهوليوود بوليفارد، وملاعب جولف ونوادي اجتماعية.
تعرضت المدينة لأضرار كبيرة خلال إعصار ميامي عام 1926، حيث كانت ثاني أكثر المدن تضررًا بعد ميامي. لاحقًا، تسببت وفاة يونغ في عام 1934 والأزمات الاقتصادية مثل انهيار سوق الأسهم في تدهور الأوضاع الاقتصادية والاجتماعية.
في 2017، تعرضت هوليوود لأضرار جسيمة نتيجة إعصار إيرما، حيث توفي 12 من نزلاء مركز تأهيل نتيجة الحرارة الشديدة. تم توجيه اتهامات بالإهمال والقتل غير العمد إلى بعض موظفي المركز، إلا أن القضاء برّأهم لاحقًا.
للتعامل مع تداعيات الإعصار، أطلقت وزارة الفرص الاقتصادية في فلوريدا مبادرة "إعادة بناء فلوريدا"، مع التركيز على إصلاح منازل المتضررين، مع إعطاء الأولوية للفئات الضعيفة كذوي الدخل المحدود وكبار السن.
أهم الأحداث
- 1921: تخطيط "هوليوود بجانب البحر" على يد جوزيف ويزلي يونغ.[6]
- 1923: افتتاح فندق هوليوود (أعيدت تسميته لاحقًا إلى فندق بارك فيو).
- 1925: تأسيس مدينة هوليوود، وقسم الشرطة، وبناء جسر هوليوود بوليفارد.[7]
- 1926: تشغيل هوليوود بيتش هوتيل؛ تدمرت المدينة جزئيًا بسبب إعصار.
- 1928: افتتاح ميناء إيفرغليدز.[6]
- 1930: بناء نزل هوليوود هيلز، عدد السكان يصل إلى 2,689.
- 1950: عدد السكان يصل إلى 14,351.
- 1970: عدد السكان إلى 106,873.[8][6]
- 2004: افتتاح كازينو وفندق هارد روك.[6]
- 2019: افتتاح فندق "هارد روك لايف" على شكل قيثارة.[9]

## التركيبة السكانية
حدّد مكتب تعداد الولايات المتحدة بيانات التركيبة السكانية لهوليوود في تعداد الولايات المتحدة. في ما يلي، التركيبة السكانية حسب تعدادي 2000 و2010.

### تعداد عام 2000
بلغ عدد سكان هوليوود 139,357 نسمة بحسب تعداد عام 2000، وبلغ عدد الأسر 59,673 أسرة وعدد العائلات 34,462 عائلة مقيمة في المدينة. في حين سجلت الكثافة السكانية 1,747.2 نسمة لكل كيلومتر مربع (4,525.2/ميل2). وبلغ عدد الوحدات السكنية 68,426 وحدة بمتوسط كثافة قدره 857.9 لكل كيلومتر مربع (2,222.0/ميل2).
وتوزع التركيب العرقي للمدينة بنسبة 78.35% من البيض و12.09% من الأمريكيين الأفارقة و0.27% من الأمريكيين الأصليين و1.98% من الأمريكيين ذوي الأصول الآسيوية و0.08% من سكان جزر المحيط الهادئ و3.95% من الأعراق الأخرى و3.27% من عرقين مختلطين أو أكثر و22.53% من الهسبانيون أو اللاتينيون من أي عرق.
بلغ عدد الأسر 59,673 أسرة كانت نسبة 27.8% منها لديها أطفال تحت سن الثامنة عشر تعيش معهم، وبلغت نسبة الأزواج القاطنين مع بعضهم البعض 41.5% من أصل المجموع الكلي للأسر، ونسبة 11.9% من الأسر كان لديها معيلات من الإناث دون وجود شريك، بينما كانت نسبة 4.4% من الأسر لديها معيلون من الذكور دون وجود شريكة وكانت نسبة 42.2% من غير العائلات. تألفت نسبة 34.4% من أصل جميع الأسر من عدة أفراد يعيشون في نفس المنزل ونسبة 13.1% كانت تتألف من شخص يعيش بمفرده يبلغ من العمر 65 عاماً أو أكثر. وبلغ متوسط حجم الأسرة المعيشية 2.31، أما متوسط حجم العائلات فبلغ 3.00.
بلغ العمر الوسطي للسكان 39.2 عاماً. وكانت نسبة 21.2% من القاطنين تحت سن الثامنة عشر، وكانت نسبة 7% بين الثامنة عشر والرابعة والعشرين عاماً، ونسبة 31.1% كانت واقعةً في الفئة العمرية ما بين الخامسة والعشرين والرابعة والأربعين عاماً، ونسبة 22.9% كانت ما بين الخامسة والأربعين والرابعة والستين، ونسبة 16.6% كانت ضمن فئة الخامسة والستين عاماً فما فوق. يوجد لكل 100 أنثى 94.4 ذكر، ويوجد لكل 100 أنثى في الثامنة عشر من عمرها فما فوق 91.2 ذكر.

### تعداد عام 2010
بلغ عدد سكان هوليوود 140,768 نسمة بحسب تعداد عام 2010، وبلغ عدد الأسر 58,438 أسرة وعدد العائلات 34,393 عائلة مقيمة في المدينة. في حين سجلت الكثافة السكانية 1,764.9 نسمة لكل كيلومتر مربع (4,571.1/ميل2). وبلغ عدد الوحدات السكنية 71,070 وحدة بمتوسط كثافة قدره 891 لكل كيلومتر مربع (2,307.7/ميل2).
وتوزع التركيب العرقي للمدينة بنسبة 72.67% من البيض و16.75% من الأمريكيين الأفارقة و0.37% من الأمريكيين الأصليين و2.41% من الأمريكيين ذوي الأصول الآسيوية و0.09% من سكان جزر المحيط الهادئ و4.47% من الأعراق الأخرى و3.25% من عرقين مختلطين أو أكثر و32.55% من الهسبانيون أو اللاتينيون من أي عرق.
بلغ عدد الأسر 58,438 أسرة كانت نسبة 28.3% منها لديها أطفال تحت سن الثامنة عشر تعيش معهم، وبلغت نسبة الأزواج القاطنين مع بعضهم البعض 39% من أصل المجموع الكلي للأسر، ونسبة 14.3% من الأسر كان لديها معيلات من الإناث دون وجود شريك، بينما كانت نسبة 5.5% من الأسر لديها معيلون من الذكور دون وجود شريكة وكانت نسبة 41.1% من غير العائلات. تألفت نسبة 32.3% من أصل جميع الأسر من عدة أفراد يعيشون في نفس المنزل ونسبة 10.9% كانت تتألف من شخص يعيش بمفرده يبلغ من العمر 65 عاماً أو أكثر. وبلغ متوسط حجم الأسرة المعيشية 2.39، أما متوسط حجم العائلات فبلغ 3.05.
بلغ العمر الوسطي للسكان 41.1 عاماً. وكانت نسبة 20.3% من القاطنين تحت سن الثامنة عشر، وكانت نسبة 7.9% بين الثامنة عشر والرابعة والعشرين عاماً، ونسبة 27.8% كانت واقعةً في الفئة العمرية ما بين الخامسة والعشرين والرابعة والأربعين عاماً، ونسبة 29% كانت ما بين الخامسة والأربعين والرابعة والستين، ونسبة 15.1% كانت ضمن فئة الخامسة والستين عاماً فما فوق. وتوزع التركيب الجنسي للسكان بنسبة 49% ذكور و51% إناث.

## المناخ
يظهر الجدول التالي التغييرات المناخية على مدار السنة لهوليوود:
| البيانات المناخية لـهوليوود       | البيانات المناخية لـهوليوود | البيانات المناخية لـهوليوود | البيانات المناخية لـهوليوود | البيانات المناخية لـهوليوود | البيانات المناخية لـهوليوود | البيانات المناخية لـهوليوود | البيانات المناخية لـهوليوود | البيانات المناخية لـهوليوود | البيانات المناخية لـهوليوود | البيانات المناخية لـهوليوود | البيانات المناخية لـهوليوود | البيانات المناخية لـهوليوود | البيانات المناخية لـهوليوود |
| الشهر                             | يناير                       | فبراير                      | مارس                        | أبريل                       | مايو                        | يونيو                       | يوليو                       | أغسطس                       | سبتمبر                      | أكتوبر                      | نوفمبر                      | ديسمبر                      | المعدل السنوي               |
| --------------------------------- | --------------------------- | --------------------------- | --------------------------- | --------------------------- | --------------------------- | --------------------------- | --------------------------- | --------------------------- | --------------------------- | --------------------------- | --------------------------- | --------------------------- | --------------------------- |
| الدرجة القصوى °ف (°م)             | 88 (31)                     | 94 (34)                     | 92 (33)                     | 94 (34)                     | 98 (37)                     | 97 (36)                     | 99 (37)                     | 98 (37)                     | 98 (37)                     | 98 (37)                     | 91 (33)                     | 88 (31)                     | 99 (37)                     |
| متوسط درجة الحرارة الكبرى °ف (°م) | 76 (24)                     | 77 (25)                     | 79 (26)                     | 82 (28)                     | 86 (30)                     | 88 (31)                     | 90 (32)                     | 90 (32)                     | 89 (32)                     | 86 (30)                     | 81 (27)                     | 77 (25)                     | 83 (28)                     |
| متوسط درجة الحرارة الصغرى °ف (°م) | 59 (15)                     | 60 (16)                     | 63 (17)                     | 66 (19)                     | 71 (22)                     | 74 (23)                     | 75 (24)                     | 76 (24)                     | 75 (24)                     | 72 (22)                     | 67 (19)                     | 62 (17)                     | 68 (20)                     |
| أدنى درجة حرارة °ف (°م)           | 28 (−2)                     | 31 (−1)                     | 32 (0)                      | 40 (4)                      | 54 (12)                     | 60 (16)                     | 64 (18)                     | 66 (19)                     | 61 (16)                     | 47 (8)                      | 35 (2)                      | 30 (−1)                     | 28 (−2)                     |
| الهطول إنش (مم)                   | 2.94 (75)                   | 2.70 (69)                   | 2.80 (71)                   | 3.91 (99)                   | 6.33 (161)                  | 10.01 (254)                 | 6.70 (170)                  | 6.88 (175)                  | 8.26 (210)                  | 6.44 (164)                  | 4.57 (116)                  | 2.65 (67)                   | 64.19 (1٬630)               |
| المصدر:                           |                             |                             |                             |                             |                             |                             |                             |                             |                             |                             |                             |                             |                             |

## أعلام من المدينة
- ديفي أليسون (1961–1993)، سائق سيارات
- جاين أتكينسون (مواليد 1959)، ممثلة
- هربرت إل بيكر (مواليد 1951)، ساحر
- ستيف بليك (مواليد 1980)، لاعب كرة سلة
- لورين بوك (مواليد 1984)، سياسية
- إيثان بورتنيك (مواليد 2000)، عازف بيانو
- كريس بريتون (مواليد 1982)، لاعب بيسبول
- ماركيز براون (مواليد 1992)، لاعب كرة قدم أمريكية
- جانيس ديكنسون (مواليد 1955)، عارضة أزياء وشخصية تلفزيونية
- جو ديماجيو (1914–1999)، لاعب بيسبول
- مايك دونالد (مواليد 1955)، لاعب جولف محترف
- سكوتي إيمريك (مواليد 1973)، مغني وكاتب أغاني
- سيث جابل (مواليد 1980 أو 1981)، ممثل
- جوش غاد (مواليد 1981)، ممثل
- مات غايتز (مواليد 1982)، ممثل الولايات المتحدة عن ولاية فلوريدا
- آدم جاينور (مواليد 1963)، عازف جيتار
- آلان غيلفاند (مواليد 1963)، متزلج وسائق سباقات ورجل أعمال
- مايكل هيفرلي، عارض أزياء
- روزماري هومايستر جونيور (مواليد 1972)، فارسة
- إيراسموس جيمس (مواليد 1982)، لاعب كرة قدم أمريكية
- إيفان جيني (مواليد 1977)، سياسي
- فيكتوريا جاستيس (مواليد 1993)، ممثلة وعارضة ومغنية
- أبراهام كاتز (1926–2013)، دبلوماسي
- جو كلينك (مواليد 1962)، لاعب بيسبول
- فيرونيكا ليك (1922–1973)، ممثلة
- بيثاني جوي لينز (مواليد 1981)، ممثلة وموسيقية
- جيف ماركس (مواليد 1970)، ملحن وكاتب أغاني
- أوديبي ماكدويل (مواليد 1962)، لاعب بيسبول
- براينت ماكفادن (مواليد 1981)، لاعب كرة قدم أمريكية
- داني ماكمانوس (مواليد 1965)، لاعب كرة قدم أمريكية
- فريد ميلاميد (مواليد 1956)، ممثل
- تريسي ميلكيور (مواليد 1973)، ممثلة
- بيلي ميتشل (مواليد 1965)، لاعب ألعاب فيديو
- مايكل مزراحي (مواليد 1981)، لاعب بوكر
- مايك نابولي (مواليد 1981)، لاعب بيسبول
- نورمان ريدوس (مواليد 1969)، ممثل وعارض أزياء
- موشيه روفين، مغني راب ورجل أعمال
- إيان ريتشاردز (مواليد 1975)، قاضٍ
- باتي ريزو (مواليد 1960)، لاعبة جولف
- جون بيرنيل روبرتس (1948–2011)، مهرب مخدرات
- لاتريس رويال (مواليد 1972)، دراج كوين
- جابال شيرد (مواليد 1989)، لاعب كرة قدم أمريكية
- جو تروهمان (مواليد 1984)، موسيقي
- جون والش (مواليد 1945)، منتج تلفزيوني
- سكوت وينغر (مواليد 1975)، ممثل
- روبرت واكزلر (مواليد 1961)، سياسي
- لورينزو وايت (مواليد 1966)، لاعب كرة قدم أمريكية.

## توأمة
لهوليوود (فلوريدا) اتفاقيات توأمة مع كل من:
- هرتسليا
- بايا ماري (2001 - )
- فلوره